# Greater Monrovia
Greater Monrovia är ett distrikt i Liberia.   Det ligger i regionen Montserrado County, i den västra delen av landet, 7 km öster om huvudstaden Monrovia.